# Antonino Gallo
Antonino Gallo, né le 5 janvier 2000 à Palerme en Italie, est un footballeur italien, qui joue au poste d'arrière gauche à l'US Lecce.

## Biographie

### En club
Né à Palerme en Italie, Antonino Gallo commence le football dans le club de la ville, l'US Palerme, qu'il rejoint à l'âge de huit ans. Il ne joue toutefois aucun match avec l'équipe première du club bien qu'il y fait toute sa formation.
Le 25 juillet 2019, Antonino Gallo s'engage en faveur de l'US Lecce, en même temps que son coéquipier de Palerme, Simone Lo Faso.
Le 21 janvier 2020, Antonino Gallo rejoint le Virtus Francavilla, en Serie C, sous la forme d'un prêt jusqu'à la fin de la saison.
De retour de prêt, Gallo joue son premier match avec Lecce le 24 janvier 2021, lors d'une rencontre de championnat face à l'Empoli FC. Il entre en jeu à la place de Leonard Zuta et les deux équipes se neutralisent ce jour-là (2-2 score final).
Lors de la saison 2021-2022, Gallo participe à la remontée du club en première division, Lecce étant même sacré champion de Serie B,.
Gallo fête sa centième apparition sous les couleurs de l'US Lecce le 14 janvier 2024, lors d'une rencontre de championnat perdue contre la Lazio Rome (1-0 score final),,.

### En sélection
Antonino Gallo fait une apparition avec l'équipe d'Italie des moins de 20 ans, le 6 juin 2021 contre Saint-Marin. Il est titularisé et son équipe s'impose par un but à zéro.

## Palmarès
US Lecce
- Serie B (1) :
  - Champion : 2021-2022.